# Palm Trees and Power Lines
Palm Trees and Power Lines är bandet Sugarcults fjärde studioalbum, utgivet 2004.

## Låtlista
1. "She's the Blade" - 2:59
2. "Crying" - 3:29
3. "Memory" - 3:46
4. "Worst December" - 3:38
5. "Back to California" - 4:08
6. "Destination Anywhere" - 3:52
7. "Champagne" - 2:57
8. "What You Say" - 2:39
9. "Over" - 3:25
10. "Head Up" - 3:57
11. "Counting Stars" - 3:38
12. "Sign Off" - 2:15